# Lilleø
Lilleø là 1 đảo nhỏ của Đan Mạch, ở phía bắc đảo Lolland, phía nam đảo Zealand.
- Diện tích: 0,86 km².
- Dân số: 15 (1.1.2005)
- Điểm cao nhất: 4 m trên mực nước biển.

Năm 1900, có 50 người cư ngụ trên đảo, nhưng nay chỉ còn 15 người (1.1.2005). Năm 1914 đảo Lilleø được nối với đảo Askø bằng 1 đường đê dài khoảng 700 m.
Trong nhiều năm, Lilleø được dùng làm nơi thả gia súc ăn cỏ của các nông dân trên đảo Askø. Năm 1788 một số nông trại trên đảo Askø đã di chuyển sang đảo Lilleø, nay vẫn còn 3 nông trại đó trên đảo Lilleø. Ngày nay dân cư sống chủ yếu bằng nghề trồng cây ăn trái, nhất là táo, lê và mận.
Do địa thế thấp, đảo được bao bằng các đê chống lụt, tuy nhiên ngày 1.11.2006 hơn nửa đảo đã bị lụt vì các đê bị vỡ.
Về hành chính, Lilleø trực thuộc thị xã Maribo và Vùng Zealand.
Về giao thông, có tuyến tàu phà từ Bandholm trên đảo Lolland tới đảo Askø rồi qua đường đê tới Lilleø.